# Dejan Crnomarković
Dejan Crnomarković (28. studenoga 1961.) srpski je novinar i književnik.

## Životopis
Osnovnu školu i gimnaziju završio je u Smederevskoj Palanci. Studirao je na Pravnom fakultetu u Beogradu, ali nije diplomirao. Novinarsko obrazovanje stekao je na Jugoslavenskom institutu za novinarstvo u Beogradu. Sa skupinom mladih umjetnika, pisaca, glazbenika, slikara, autor je performansa Iz mraka, 1986., u Gradskom kazalištu u Smederevskoj Palanci, a 1988. godine osnovao je klub KM 64, u kome su se do 1991. održavali glazbeni i književni programi. Živio je i radio u Jugoslaviji, Srbiji, Grčkoj, Kini, Tajlandu i Južnoj Koreji.

## Novinarski rad
Novinarsku karijeru započeo je 1988. godine u Omladinskom listu Treće oko. Na TV ANEM bio je od 1997. do 1998. autor i voditelj emisije Kult projekat u kojoj su gostovale značajne ličnosti iz kulturnog života. Radio je kao dopisnik u dnevnim listovima Centar i Pres. U RTV Jasenica u Smederevskoj Palanci je obavljao poslove novinara i urednika. Od 2006. godine je vlasnik, izdavač i urednik časopisa Palanačke nezavisne varoške novine, a od 2015. i portala Šumadijske vesti. U ova dva medija od osnivanja, pored ostalog, objavljuje kolumne u rubrikama Na tragu i (Iz)Vanredni komentar.
Član je Udruženja novinara Srbije i Međunarodne federacije novinara.

## Književni rad
Autor je više knjiga poezije, a objavljivao je i prozu u knjigama Otkucaji pješčanog sata, Najkraće priče 2021., časopisima i zbornicima.
Dobitnik je nagrade na Ratkovićevim večerima poezije u Crnoj Gori 1987. godine.
Zastupljen je u Antologiji Bruj Šumadije, 200 šumadijskih pjesnika od 1804. do 2004.
Knjiga poezije O izgubljenim danima objavljena je u Grčkoj 2015. godine.
Knjige Dеo nemira i O izgubljenim danima promovirane su i u Kini, u Knjižnici kanadske međunarodne škole u Hefeju te se nalaze u fundusu Nacionalne knjižnice provincije Anhui.
Prevođen i na engleski jezik.
Član je Alternativne umjetničke grupe Petum s još četvoricom akademskih slikara, Saveza književnika u otadžbini i rasejanju i Književnog kluba Pera Todorović.

## Djela
- Deo nemira (MZKPD, Crna Gora 1989.),
- Igre rukom (Mimo, Beograd 1990.),
- O izgubljenim danima (Optimum, Smederevska Palanka 2005.),
- Deo nemira – drugo izdanje[13] (Biblioteka Milutin Srećković, Smederevska Palanka 2015.),
- Για τις χαμενες μερες (Direct publishing, Αtina 2015.),
- Bog je želeo da budem ptica[14][15][16] (Biblioteka Milutin Srećković, Smederevska Palanka 2020.).

## Vanjske poveznice
- Dejan Crnomarković na Twitteru
- Dejan Crnomarković na Facebooku
- Dejan Crnomarković na Instagramu